# TIAS School for Business and Society
TIAS School for Business and Society is een Nederlandse businessschool die economie- en managementopleidingen aanbiedt. TIAS is verbonden met de Tilburg University en de Technische Universiteit Eindhoven. Het instituut is gevormd door een fusie in 2006 tussen het Tilburgse TIAS en het in Utrecht gevestigde NIMBAS. TIAS biedt haar onderwijs met name aan in Tilburg op de campus van de Universiteit van Tilburg en ook gedeeltelijke in Utrecht. TIAS heeft nog een kantoor in Taipei, Taiwan, voor zaken behartiging in Azië.

## Geschiedenis
- 1982 - Harry Peeters richt het Tilburgs Instituut voor Academische Studies op.
- 1986 - TIAS behoudt zijn acroniem, maar wijzigt de naam in 'Tilburg Institute for Advanced Studies' en maakt van managementonderwijs zijn kernactiviteit.
- 1986 - De eerste twee masteropleidingen zijn tot stand gekomen: Banking and Finance en Managerial Information Science (die vandaag de dag nog altijd bestaan onder respectievelijk de namen Master in Finance en Master in Information Management).
- 1996 - TIAS richt zich op post-experience managementonderwijs; daarnaast worden contractonderzoek, bedrijfsspecifieke programma's en executive onderwijs aan het activiteitenportfolio toegevoegd.
- 1999 - TIAS start een Executive MBA in samenwerking met Purdue University, de Central European University te Boedapest, en GISMA in Hannover, Duitsland.
- 2001 - TIAS wordt een besloten vennootschap, met Tilburg University als enige aandeelhouder.
- 2004 - De Technische Universiteit Eindhoven verwerft 20% van de aandelen.
- 2004 - TIAS integreert de activiteiten van de Technische Universiteit Eindhoven op het gebied van management onderwijs.
- 2006 - TIAS verwerft Universiteit Nimbas uit Utrecht. De nieuwe naam luidt TiasNimbas[3][4]
- 2009 - TiasNimbas en de School voor Economie en Management van Tilburg University zetten samen een MBA-opleiding op.
- 2014 - TiasNimbas Business School wijzigt zijn naam in TIAS School for Business and Society.

## Alumni
Tias heeft een alumninetwerk, Tias Connect, dat nieuws, netwerken en vervolgonderwijs bevordert.